# オールナイトフジ
『オールナイトフジ』（All Night Fuji）シリーズは、フジテレビ系で原則生放送（一部録画放送）の深夜番組シリーズである。タイトルは、フジテレビと同じくフジサンケイグループに属するニッポン放送の深夜全国ネットラジオ番組『オールナイトニッポン』（All Night Nippon、略称：ANN）を意識して付けられた。
本項では、1983年4月2日開始の『オールナイトフジ』以降のシリーズについて記述する。

## シリーズ概要
レギュラー放送としては1969年から2025年までに次の5つが存在している。
1. 『オールナイトフジ』
1969年から1975年12月31日（1976年1月1日未明）までの間に放送していた番組。1971年12月31日（1972年1月1日未明）以降は、新春特別番組としての放送。『オールナイトニッポン』のテレビ版としてスタートした。
『オールナイトフジ (1969-1975)』を参照。
2. 『オールナイトフジ』（途中、一時的な改題があるも、このタイトルをもって最終回を迎えている）
1983年から1991年まで放送していた番組。略称は「ANF」。→#オールナイトフジ（1983年 - 1991年）
3. 『オールナイトフジ・リターンズ』
1994年に放送した番組。→#オールナイトフジ・リターンズ（1994年）
4. 『キャンパスナイトフジ』
2009年から2010年まで放送していた番組。略称は「キャンナイ」。→#キャンパスナイトフジ（2009年 - 2010年）
5. 『オールナイトフジコ』
2023年から2025年まで放送していた番組。→#オールナイトフジコ（2023年 - 2025年）

## オールナイトフジ（1983年 - 1991年）

### 概要
1983年4月2日に放送開始。基本的に生放送。
初代司会は秋本奈緒美と鳥越マリ。主な出演者には、デビューしたばかりのとんねるずや片岡鶴太郎をはじめ、レコードも出した「おかわりシスターズ」（山崎美貴、松尾羽純、深谷智子の女子大生トリオ）、のちにアナウンサーになった松山香織 がいる。出演している女子大生たちは“オールナイターズ”と称された。この番組はいわゆる「女子大生ブーム」の火付け役となった。また、この番組は後にお笑い第三世代の代表格となるとんねるずのフジテレビにおける初めてのレギュラー番組であり、その後30年以上も「とんねるず班」と言われる、石田弘(現エグゼクティブプロデューサー)、港浩一(フジテレビ元社長)との人脈が築かれた。
放送開始当初は、アダルトビデオ紹介コーナーや性風俗店探訪といった性風俗を扱ったコーナーがあったが、放送開始から1年半たった1984年の10月改編で他の民放キー局が、より過激な切り口から性風俗情報などを扱った生番組を一斉にスタートさせたため、これらの裏番組との差別化もあり以後これらの扱いはソフトなものとなった。
1984年5月1日には「火曜ワイドスペシャル」枠で初の全国ネットSPが放送された。
1985年初頭には、内容がより過激になっていった他局の深夜番組の内容が衆議院でも問題として取り上げられ、当時の中曽根内閣が郵政省（後の総務省）を通じて深夜番組自粛を通告する事態となった結果、当番組も放送内容を一部変更せざるを得なくなった。各局の裏番組が続々打ち切られる中、『オールナイトフジ』は1985年3月30日放送でいったん終了し、翌週から『オールナイトフジII』として性風俗の話題を入れない純粋なバラエティとして再スタート。最終的にこの番組は1991年3月30日、第400回を迎えたところで8年の放送に幕を降ろした。番組内の企画としておかわりシスターズなどのユニットが結成されレコードデビューを果たすなど所謂企画物の元祖的な存在となった。
プロデューサーの笠井一二が後に語った所によると「深夜番組で低予算だったのでレコードを売り利益を出す必要があった。」という。番組は社会現象となるほどの人気を
博したが、一方で大学生らしからぬ無教養ぶりをさらけ出したり、タレントの際どい下ネタトークに呼応するなど女子大生の言動には批判の声もあった。
全400回の平均視聴率は、3.5%。最高視聴率は、1989年3月25日（「300回記念スペシャル」）の7.2%と深夜帯にしては異例の高視聴率を誇った。

### 主な出演者

#### 司会
- 秋本奈緒美（1983年4月 - 1984年9月）
- 鳥越マリ（1983年4月 - 1984年9月、1985年4月-1985年9月）
- 鈴木美香（1983年6月 - 1984年10月）
- 松本伊代[注 4]（1984年10月 - 1986年3月）
- 麻生祐未（1984年10月 - 1985年3月）
- 山崎美貴（1985年10月 - 1986年3月、オールナイターズより事実上昇格）
- 岡安由美子（1986年4月 - 9月）
- 尾関真実（1986年4月 - 9月）
- 寺田理恵子（当時アナウンサー、1986年4月 - 9月）
- 高樹沙耶（1986年10月 - 1987年10月）
- 吉田美江（1986年10月 - 1987年10月）
- 中村あずさ（1987年11月 - 1988年3月）
- 石野陽子（現：いしのようこ、1987年11月 - 1988年3月）
- 杉本彩（1987年11月 - 1988年3月）
- 森尾由美（1988年4月 - 1988年9月）
- 麻木久仁子（1988年4月 - 1988年6月）
- 相楽晴子[注 5]（1988年10月 - 1990年6月）
- 梶原真理子（1988年10月 - 1989年8月）
- 有賀さつき（当時アナウンサー、1989年9月 - 1990年6月）
- 田中美奈子（1989年9月 - 12月）
- 伊藤智恵理（1990年1月 - 6月）
- 千堂あきほ（1990年7月 - 1991年3月）
- 相沢なほこ（1990年7月 - 1990年9月）
- 大家由祐子（1990年10月 - 1991年3月）

- 成田路実（1990年10月 - 1991年3月）
- 李恵淑（）（1987年6月 - 7月頃）

#### オールナイターズ
初代 - 3代目
- 山崎美貴[注 6]
- 松尾羽純[注 6]
- 深谷智子[注 6]
- 松山香織[注 7]
- 冨田香織[注 7]
- 井上明子[注 8]
- 片岡聖子[注 8]
- 渡辺裕子[注 9]
- 芳ヶ野恭子[注 9]
- 長島佐紀江
- 須田ちよの
- 家村寿美子
- 今井由美子
- 末松千鶴[注 10]
- 坂口朱美
- 佐瀬和子
- 立見里歌[注 11]
- 内海和子[注 12]
- 中西真弓
- 西川静子
- 島野圭子
- 真田勢津子
- 林こずえ
- 井田早苗
- 岩瀬恭子
- 乙坂章子
- 浜田摂子
- 古田知恵美
- 佐野美和
- 岩見真弓

ほか多数
4代目以降
- 阿部由美子
- 広石恵子
- 阿部夏子
- 新穂さゆり
- 諏訪有香
- 杉原美輪子
- 井田早苗
- 広瀬美保
- 秦和恵
- 新関捺実
- 中島真由美
- 星川惠
- 武田川彩子[注 13]
- 井川千晶

ほか多数

#### シーエックス
- 七瀬なつみ
- 比嘉ひとみ
- 岡部真美
- 望月知子
- 森田典子（青田典子）
- 前田賀奈子
- 守口文子
- 清水美奈子
- 湯浅けい子
- 松本南美
- 水出千夏

ほか多数

#### 他レギュラー、準レギュラー、マンスリーなど
- 片岡鶴太郎[注 14]
- とんねるず[注 15]
- ドジ井坂[注 16]
- 小森和子
- 結城貢
- B21スペシャル[注 17]
- 田代まさし[注 18]
- 桑野信義
- ダチョウ倶楽部
- 斉藤りさ
- 染谷まさ美
- 星野かおり[注 19]
- 豊丸
- 所ジョージ
- 稲川淳二
- ビシバシステム
- ちびっこギャング
- ウッチャンナンチャン[注 20]
- パワーズ
- 大竹まこと
- RUSH
- 春一番
- 黒木香
- モロ師岡
- 松村邦洋
- ナース井手
- モッコリーズ&ぺにぃず[注 21]
- エスパー伊東

### ネット局（オールナイトフジ）
フジテレビ以外のネット期間については、ザテレビジョン各地域版のバックナンバーによる。
- フジテレビ
- テレビ静岡（1984年4月1日 - 1986年3月30日）
「情報交差点DO」（自社制作番組）編成のため、金曜から土曜へ映画枠の移動に伴い打ち切り。
- 石川テレビ（1984年7月15日 - 1986年9月28日[5]）
なお、番組最末期にネットを再開している（詳細後述）。
- 秋田テレビ（1984年10月7日 - 1987年3月29日）
- テレビ愛媛（愛媛放送、1984年10月7日 - 1987年9月27日）
- 富山テレビ（1986年4月6日 - 1986年9月28日[6]）
番組ネット局中、最短の放送期間となる半年で打ち切られた。
- 新潟総合テレビ（1989年4月2日 - 最終回まで）
当初は全編ネット→後に番組途中からの飛び乗りへ。
- 長野放送
番組途中からの飛び乗りネット。
- テレビ熊本（1989年4月16日 - 1990年9月）
当初は全編ネット→後に番組途中からの飛び乗りへ（1989年4月2日に事前番宣も兼ね、自社制作の生特番放送中にフジへ出中）。

注釈
- フジテレビ以外は第2期以降放送時のネット局である。1984年3月26日以前および1987年10月5日 - 1989年3月27日はネット局なしの関東ローカル。
- 一部ネット局では、途中で放送を終了する「飛び降り」や、途中からネットする「飛び乗り」があった。
  - 飛び降り局 - 秋田テレビ、愛媛放送
  - 飛び乗り局 - 新潟総合テレビ、テレビ熊本、長野放送。
テレビ静岡では、この番組の直前に放送されていた「中央競馬ダイジェスト」が休止された週（1985年4 - 5月の一時期ほか）に限り、番組開始10分後に飛び乗っていた[注 23]。
- また、上記レギュラーでのネット局とは別に、単発扱いで臨時にネットしていた局もある。
  - 1984年12月30日「年末スペシャル」- テレビ熊本（レギュラー開始の5年前）
  - 1985年1月1日「大晦日スペシャル」- 山陰中央テレビ
  - 1986年1月1日[注 24]「大晦日スペシャル」- 山形テレビ（当時フジテレビ系列局）

### スタッフ（オールナイトフジ）
- 構成：沢口義明、原すすむ、秋元康、遠藤察男、西川晋、吉野晃章、大村貴行、菊原共基、清水聖太郎 / 奥山侊伸
- 技術：ニユーテレス
- デザイン：根本研二
- タイトル：川崎利治[7]
- ディレクター：新井義春（フジテレビ→D3 Company）、港浩一、石本幸一、小西康弘、遠藤達也、菊地伸、深瀬雄介
- ディレクター→プロデューサー：笠井一二
- プロデューサー：石田弘
- 制作：フジテレビ第二制作部
- 制作著作：フジテレビ

### 名物コーナー
- あなたのパンツ見せて下さい
- 女子大生初体験レポート
- ミニコンサート
- 洋楽情報
- ビデオソフト情報
- 小森のおばちゃまのロストバージン
- 結城先生の真夜中のお料理教室
- エアロビクス
- 真夜中のゲーム大会
- 鶴太郎劇団
- とんねるずのなんでもベストテン
- とんねるずなわけだぁ
- とんねるずの舎弟コーナー
- サーフィン情報（ドジ井坂による湘南や千葉のポイントの波情報）
- スキー情報（冬限定/安比や白馬などの雪情報）

ほか多数

### ディスコグラフィ

#### おあずけシスターズ
シングル
|                        | 発売日                 | タイトル               | B面曲                  | オリコン最高位         |
| フォーライフ・レコード | フォーライフ・レコード | フォーライフ・レコード | フォーライフ・レコード | フォーライフ・レコード |
| ---------------------- | ---------------------- | ---------------------- | ---------------------- | ---------------------- |
| 1                      | 1984年5月1日           | 東京カンカン'84        | なんでもWELCOME        | 53位                   |

#### オールナイターズ
シングル
|                        | 発売日                 | タイトル                     | B面曲                                                        | オリコン最高位         |
| フォーライフ・レコード | フォーライフ・レコード | フォーライフ・レコード       | フォーライフ・レコード                                       | フォーライフ・レコード |
| ---------------------- | ---------------------- | ---------------------------- | ------------------------------------------------------------ | ---------------------- |
| 1                      | 1985年11月21日         | セーラー服を脱いじゃってから | いい画面撮ってね、藤江ちゃん! (藤江ちゃんとオールナイターズ) | 79位                   |

アルバム
|                                          | 発売日                 | タイトル                                            | オリコン最高位         |
| フォーライフ・レコード                   | フォーライフ・レコード | フォーライフ・レコード                              | フォーライフ・レコード |
| ---------------------------------------- | ---------------------- | --------------------------------------------------- | ---------------------- |
| 1                                        | 1984年5月21日          | チュッとセンセーション                              | 15位                   |
| 2                                        | 1984年12月21日         | KIRAっとジェネレーション                            | 33位                   |
| 2                                        | 2008年7月16日          | KIRAっとジェネレーション+SINGLE COLLECTION          | -                      |
| BEST                                     | 1990年3月21日          | 土曜の夜は…! 〜オールナイターズ・スペシャル〜       | -                      |
| ポニーキャニオン                         |                        |                                                     |                        |
| BEST                                     | 2010年5月19日          | Myこれ!Lite オールナイターズ                        |                        |
| フォーライフミュージックエンタテイメント |                        |                                                     |                        |
| BEST                                     | 2011年5月25日          | オールナイターズ ゴールデン☆ベスト 〜土曜の夜は…!〜 | -                      |

CD-BOX
|                                          | 発売日                                   | タイトル                                 | オリコン最高位                           |
| フォーライフミュージックエンタテイメント | フォーライフミュージックエンタテイメント | フォーライフミュージックエンタテイメント | フォーライフミュージックエンタテイメント |
| ---------------------------------------- | ---------------------------------------- | ---------------------------------------- | ---------------------------------------- |
| 1                                        | 2017年10月25日                           | オールナイターズ LAST SELECTION          | -                                        |

#### ME-MIS III
シングル
|                        | 発売日                 | タイトル               | B面曲                  | オリコン最高位         |
| フォーライフ・レコード | フォーライフ・レコード | フォーライフ・レコード | フォーライフ・レコード | フォーライフ・レコード |
| ---------------------- | ---------------------- | ---------------------- | ---------------------- | ---------------------- |
| 1                      | 1986年5月21日          | 個人授業は指輪外して   | 今夜もイヤイヤ         | -                      |

#### A-cups
シングル
|                        | 発売日                 | タイトル               | B面曲                                       | オリコン最高位         |
| フォーライフ・レコード | フォーライフ・レコード | フォーライフ・レコード | フォーライフ・レコード                      | フォーライフ・レコード |
| ---------------------- | ---------------------- | ---------------------- | ------------------------------------------- | ---------------------- |
| 1                      | 1988年10月5日          | バスルーム伝説         | 週末は、ミステリーゾーン (オールナイターズ) | -                      |

### 番組から発生した楽曲
- 女子大生にさせといて（第1期オールナイターズ、番組テーマ曲）
- 恋をアンコール、心はシーズンオフ、素顔にキスして、虹色のカノン（おかわりシスターズ）
- 東京カンカン娘'84（おあずけシスターズ）
- OH!!PARTY!!（山崎美貴・片岡聖子）
- 借りたままのサリンジャー、涙のあとに接吻（）を（山崎美貴）
- 床上手、IEKI吐くまで（片岡鶴太郎）
- 女子大生にまかせなさい!!（第2期オールナイターズ）
- いい画面（）撮ってね、藤江ちゃん!（藤江ちゃんとオールナイターズ）
- セーラー服を脱いじゃってから（第2期オールナイターズ）
- 小言（結城貢）
- 今夜はイヤイヤ、個人授業は指輪はずして（ミミズ三匹）
- KISS ME ON THE WEEKEND（シーエックス）

### ハプニング
この番組では生放送のためハプニングが続出した。本稿で述べる石橋貴明と松本明子の案件については、テレビ史に残る大事件として後年も語られることが多い。
石橋貴明テレビカメラ破壊事件
1985年1月19日放送。同番組内で『一気!』を歌唱中、石橋が箱型のテレビカメラ（東芝PK-31Aとされる）が載せられたペデスタル（雲台、昭特製作所製）を何度も揺すっているうち、ペデスタルのバランスが崩れてフロアに横倒しとなった。倒れたカメラをスタッフがすぐに立て直すも、とんねるずの二人は顔面蒼白。木梨は「俺しらねーよ…」と何度もつぶやいていた。曲終了後、MC陣がその場をどうにか取り繕った。
カメラは一見故障していないように見えたが、倒れた際の衝撃によりレンズが破損し、またカメラ本体の精密部品が衝撃により放送に耐えうる画質・機能を維持できなくなり、結局修理不能のため廃棄処分となった。このカメラとレンズは合わせて当時の価格で約1,500万円だった。後に当時のスタッフが「悪ふざけと申請したため、フジテレビが当時掛けていた保険では修繕されなかった」と発言しているが、経緯と状況を説明した結果、保険金は下りた。
その後、フジテレビの歴史や過去の番組を振り返る特番等で、このシーンが何度か放送され（のちに行為そのものが問題となり、VTRの使用が禁止となっている）、とんねるずのみなさんのおかげでしたや当番組の「300回記念スペシャル」（1989年3月25日放送）でこの曲を歌った際には、このシーンのセルフパロディを行ったこともある（後者ではそのためにテレビカメラのレプリカを作成し、それを実際に破壊した）。
松本明子放送禁止用語絶叫事件
1984年3月31日放送。当日はニッポン放送の深夜番組『笑福亭鶴光のオールナイトニッポン』とのドッキング放送（サイマル放送）となり、『オールナイトニッポン』用のアナブースをフジテレビ第4スタジオ内に設置、オールナイトニッポンはそこから（番組が終了する午前5時まで）放送されていた。
テレビとラジオのサイマル放送時、ラジオブース内でANNのDJ・笑福亭鶴光や鶴太郎らにそそのかされた松本は鶴光の「4文字の言葉を言ってみろ」という質問に対し、4文字の放送禁止用語を発言して問題となり（この発言は放送翌日の新聞社会面にも掲載された）、以後半年間タレント活動を自粛し謹慎させられることになった。復帰後は再びオールナイトニッポンに出演するなど、タレントとして変わらず活動を続けている。
一方で、この騒動の“主犯格”とされた鶴光は、その後の長い間に亘り、関東圏のテレビ局からは仕事こそ来るものの、生放送の仕事が中々回ってこなかったといい、本人もオールナイトニッポンの最終回などでその事を度々語っていた。
オールナイターズもみくちゃ痴漢事件
深夜放送であった都合上、会場での公開生放送は1983年10月1日のサンシャインシティ噴水広場及び1988年9月3日のMZA有明からの2回のみ（MZAからの生放送は事前募集の観客を入れてのもの）。そのうち、サンシャインシティでの公開生放送に際しては下記のようなハプニング・トラブルが発生している。
当日は、サンシャインシティ噴水広場全体を高さ1m程のステージにして全体をスタジオとして使用、両サイドにフロアサブと仮控えスペースを設置し、放送開始から終了まで放送された。
当日のサンシャインシティは4周年記念24時間イベント中で、その一環として当時のサンシャインシティのイベントを仕切っていたフジ系企画会社の計画で実施された為、番組の前後にもビートたけしや鶴太郎等当時の多くの太田プロ関連の出演者がステージに登場していた。当日は番組及び主催者側の予想を遥かに超える1万人近い観衆が押し寄せ、会場は人でごった返し、ステージまで近寄れない人の為に通路各所の館内放送用モニターでも放送が流された。
生放送開始前からトラブルは起きており、MCリハーサル中に一部番組関係者が、ステージ下の観客と言い合いになり、関係者が観衆を殴る事態も起こり、番組MCが悲鳴を上げて凍りつく異常な雰囲気のまま番組がスタートした。
生放送中は番組進行に関わるようなハプニングやトラブルはなかったものの、生放送終了後、オールナイターズの大学生用送迎バスをスタッフが広場後方の公道に用意してしまった為、大観衆の中を学生がすり抜ける羽目になり、多くの観衆にもみくちゃにされてしまい、翌週から番組出演を辞めた学生もいたという。

### 『オールナイトフジ』と『夕やけニャンニャン』
「オールナイトフジ」の特別版「オールナイトフジ女子高生スペシャル」（1985年2月23日、3月16日、共に16:00 - 17:25）から派生し、同年4月、月曜から金曜までの平日のベルト番組「夕やけニャンニャン」の放送が始まった。スタッフ陣はほぼ同じで、番組路線的にも「オールナイトフジ」のフォーマットを踏襲した生番組の情報バラエティ。
番組アシスタントとして、オールナイターズと同様に女子学生で構成されたおニャン子クラブも作り出す。こちらでもグループ本体はもとより、数々のグループ内ユニットやソロで、歌を出す・写真集を出す・他番組への出演など番組の枠を越えた芸能活動を行った。ただし、オールナイターズとは違って、おニャン子クラブは立ち上げのメンバーを除いて以降は番組内の公開オーディションで選ばれ、必ずしも素人ではなく加入前から芸能事務所に所属している者も多かった。
出演者も「オールナイトフジ」と掛け持ちで、初期の司会に片岡鶴太郎、中期から末期に掛けて松本伊代を配し、おニャン子クラブのメンバーであった内海和子もオールナイターズのメンバーとして出演（その後立見里香も出演）。また、とんねるずは初期は連日出演 するなどしたが、「夕やけニャンニャン」開始と時を同じくして爆発的に売れっ子となっていったため、次第に出演する曜日は減り、中期からは水曜日のみの出演となった。
番組開始当初は7局ネットで、番組とおニャン子クラブの人気上昇と共にネット局が増え、最終的に23局ネットまで拡大したが、急激な“おニャン子”人気の低落や番組自体のパワーダウンもあり、1987年8月一杯で終了した。フジテレビと「オールナイトフジ」のスタッフはその後もこの番組と同様のコンセプトを持たせた番組として「パラダイスGoGo!!」（1989年4月から1990年3月まで）やそれに出演するフジテレビ主催・運営のタレント育成講座の乙女塾を作った。「パラダイスGoGo!!」にもまた当時の「オールナイトフジ」出演者（田代まさし、B21スペシャル等）が掛け持ちしていて、近似した番組作りが行われていた。

### ライバル番組
1984年 - 1986年の「深夜番組ブーム」に放送された各局の「ライバル番組」。
- TV海賊チャンネル（日本テレビ、1986年3月終了）
- ハロー!ミッドナイト（TBS、1985年3月終了）
- ミッドナイトin六本木（テレビ朝日、1985年9月終了）
- 夜はエキサイティング（テレビ東京、1985年3月終了）

### 備考
事前収録部分
番組当初は『ミニコンサート』、『ゲストや一部レギュラーの歌』を除き、エンディングまで基本的に生放送されていた。途中から、26:30すぎあたりに消化するCM以降を生放送開始数時間前に事前収録しておき、時間が来たら放送するという形に移行した。この部分的な事前収録については、番組内でもとんねるずや片岡鶴太郎などがあえて発言していた。
放送終了時間
当初からこの番組の“ウリ”のひとつに“放送終了時間未定”というものがあった。終了時間を未定とすることでビデオでの録画予約をしにくくし、視聴率が計測されるリアルタイムで見てもらおうとする目的もあった。
終了時間については27:30（=03:30）前後という暗黙の了解はあった ものの、当日の番組進行に終了時間が左右されるという珍しいものであった。
ただし、回によっては28:00（=04:00）過ぎまでどころか、時には朝5時になっても番組が放送されたことがある。
フロアサブ
この番組のセットの最大の特徴として「フロアサブ」の存在があげられる。ラジオ番組のスタイル を模倣したいというスタッフの考えに沿って、本来存在しているサブ（＝副調整室）とは別に、スタジオセットの一部としてフロア内に臨時のサブを設営した。これが「フロアサブ」である。
オールナイトフジが初めて取り入れたこのシステムは、同局の同じスタッフが担当した「夕やけニャンニャン」では、全く同じ仕組みが取り入れられたほか、「殿様のフェロモン」（1993 - 1994）、『アパッチナイトフジ』（2006）でも同様のセット展開を取り入れていた。
なお、あくまで本来のサブが番組運行のメインであり、映像や音声については「フロアサブ」がいわば中継車の役割を果たしていたことになる。
内包番組「強力45」
番組編成上の都合により、1988年11月5日から1989年3月までのおよそ5か月間、別番組として「強力45」という番組が内包されていた。これはフジテレビの若手ディレクター7人が毎週、週替わりで様々な企画の45分番組を制作するという「実験枠」であった（この枠は「別番組」扱いとして、別途スポンサーもついていた）。
ちなみにこの「強力45」は番組後半にさしかかる手前の午前3時前後（入り時間はアンタイム＝任意時間）に挿入され、その間オールナイトフジは「中断」の扱いとなっていた。
スポンサー
スポンサーは関東に限り番組前半に複数社がついていた（1985年4月以降）。番組後半はPT。
1986年秋改編以降、フジテレビ深夜枠は『JOCX-TV2』などのゾーンタイトルが付加された「ゾーン枠」へと移行（この番組も当然ながらゾーン枠内の番組となった）し、そのゾーンスポンサーにキリンビールがついたことから、番組メーンセットやメーンテーブル、一部コーナー用のテーブル上にスポンサーの商品が常時置かれていたほか、番組内「洋楽情報」コーナーにもゾーンスポンサー名が冠としてつけられていた。
関西テレビのネット拒否
系列局の関西テレビは番組のネット要請を受けたが「お色気は一切排除する」という意向があったために拒否し、土曜深夜の大型生放送番組として「エンドレスナイト」が1984年7月から6年間放送された。
交流企画として、1984年秋頃に一度だけであるが「オールナイトフジ」と「エンドレスナイト」が相互に互いのスタジオと中継を結び、番組放送時間内に数回、互いの番組同士を紹介し合いながらエール交換を送るという企画を放送している。厳密な番組ネットではないが、非常に珍しい企画であった。

## オールナイトフジ・リターンズ（1994年）

### 概要（リターンズ）
1994年4月から9月にかけて放送。好調だった前番組『殿様のフェロモン』の後を継ぎ、オールナイトフジ終了からちょうど3年が経った時期に復活したのが当番組である。
番組ネット局はフジテレビと岩手めんこいテレビ（mit）の2局。

### 主な出演者（リターンズ）
司会
- 川上理英子
- 神田うの（この番組が本格的な芸能活動としては最初の仕事となった）

レギュラー
- ヒロミ[注 33]
- 清水圭
- アンバランス
- よゐこ
- Bro.KORN[注 34]

新オールナイターズ
- 林恵子[注 35]
- 佐藤純
- 前田海香子
- 関根仁美
- 須磨史衣
- 中山しげり
- 山本小百合
- 堀麻美
- 小島愛子
- 黒木ゆう子
- 伊丹奈々
- 長谷川和枝
- 堀田夕城子
- 内山美紀

### スタッフ（リターンズ）
- 構成：遠藤察男、吉野晃章
- ディレクター：石井正幸、時宗大
- プロデューサー・ディレクター：港浩一
- ゼネラルプロデューサー：石田弘
- 制作：フジテレビ第二制作部
- 制作著作：フジテレビ

### 備考（リターンズ）
- オールナイトフジは「終了時間未定」がひとつのウリであったが、こちらは終了時間が決まっていた。開始当初は毎週90分の生放送をやっていたが、途中から生放送の数時間前に翌週分を完パケ収録するという「2本撮り」になり、隔週生放送という形になった。
- スタジオセットは新しく作られたものだが、セット配置はオールナイトフジとほぼ同じであり、フロアサブやオールナイターズたまり席、ゲスト用のバーカウンターなど、以前とほぼ同じであった。
- 放送時期がちょうど夏を挟む時期にあったため、この年のFNSの日『FNS総力スペシャル・1億2500万人の平成夏休みバラエティー』の深夜枠として「オールナイトFNSスペシャル」という特別バージョンがフジテレビ系全国ネットで1度だけ放送された。

| フジテレビ 土曜深夜1時台後半                | フジテレビ 土曜深夜1時台後半                           | フジテレビ 土曜深夜1時台後半                    |
| 前番組                                      | 番組名                                                 | 次番組                                          |
| ------------------------------------------- | ------------------------------------------------------ | ----------------------------------------------- |
| 殿様のフェロモン （1993年10月 - 1994年3月） | オールナイトフジ・リターンズ （1994年4月 - 1994年9月） | レボリューションNo.8 （1994年10月 - 1995年3月） |

## キャンパスナイトフジ（2009年 - 2010年）

### 主な出演者（キャンナイ）
司会
- ケンドーコバヤシ

レギュラー
- オードリー
- ナイツ
- ハライチ
- はんにゃ
- ゆったり感

進行
- 牧原俊幸（フジテレビアナウンサー）

キャンパスナイターズ
詳細はキャンパスナイターズを参照

## オールナイトフジコ（2023年 - 2025年）

### 主な出演者（フジコ）
MC
- 佐久間宣行
- 伊藤俊介（オズワルド）
- 森田哲矢（さらば青春の光）

レギュラー
- 峯岸みなみ[10]
- 村重杏奈[10]

進行
- 佐野瑞樹（フジテレビアナウンサー）

フジコーズ
詳細はオールナイトフジコ#フジコーズを参照

## 派生番組

### オールナイトフジ延長戦
1988年4月からの約半年間、『オールナイトフジ』本編終了後の午前3時30分（予定）から5時30分まで放送されていた。ネット局はなし。当時は本体もネット局なしの関東ローカルであった。

#### 概要（延長戦）
低予算を売りにして、カメラはハンディ型1台のみ。スタジオは基本的に使用せず、全編が外からの中継という、「本体」とは異なる状況下で放送されていた。
「本体」の最終回で、当時のMCであった相楽晴子や桑野信義らが語ったところによると、番組スタートの直接的理由は「オールナイトフジ本体の赤字解消」であるという。また別の視点では、「本体」が従来通りの「放送終了時間未定」であったため、当日の番組終了から翌日の放送開始までにどうしてもできてしまう「概ね2時間前後の空白時間」を埋めるための「何か」を作ろうとした結果、この番組がスタートした側面もある。
中継場所は週替わりで変化した。初回はキャバクラの女子寮から行い、それ以降も様々な場所から生中継を行ったが、後期に入るにつれ、フジテレビ社内での放送が多くなっていき、正面玄関や南玄関、第9スタジオ（「プロ野球ニュース」の常設セットを使用）などを経て、末期は1部終了後の第4スタジオをそのまま使用して放送する形へと変化した。
スタッフのうち、演出陣は「本体」のスタッフから一部が専従として「延長戦」へ異動したが、「本体」のスタッフも持ち回りで担当するなど、あくまで同じ番組としての連携が図られた。ただし、番組を送り出す副調整室は「本体」で使用している第4副調整室（スタジオ）ではなく、プロ野球ニュース用の第7副調整室を受けサブとして、当初はこちらにもカメラやタレントを置き、一部コーナーを放送していた。なお、1988年9月3日（本体・延長戦ともにMZA有明から全中継）と同年10月1日（「延長戦」最終回）に限っては、「本体」と同じ第4副調整室から送出を行った。
「本体」から「延長戦」へは、渡しコメントが必ず入り、回によっては「延長戦」メンバーが「本体」に顔出しすることもあった。
「延長戦」が放送されていた期間は、それまで「本体」で放送されていた一部のコーナーが「延長戦」に移動した。「KIRIN洋楽情報」もその一つだが、「延長戦」終了後、こちらは「本体」へと戻っている。ちなみに「洋楽情報」はエンディングでのエアロビクスと並び、番組初回から最終回前週まで放送されており、番組の（ほぼ）最後まで続いた数少ないコーナーのひとつであると言える。
この番組の開始時刻はオールナイトフジ本体の終了時間に左右されており、本体の番組進行に合わせて延長戦の本編時間は決められていたといわれている。ちなみに、この期間は本体の終了時刻が「未定」との扱いになっており、延長戦も含めた番組全体としては「午前5時30分終了」と決まっていた。

#### 放送期間・時間（延長戦）
- 1988年4月2日 - 10月1日：毎週日曜日（土曜深夜）3:30頃 - 5:30
『オールナイトフジ』本体の番組終了に合わせて開始時間が変動していたが、延びても4時前には本体が終了し、延長戦に入っていた。

#### 主な出演者（延長戦）
- 桑野信義
- 相楽晴子（「延長戦」終了後の1988年10月から、「本体」のメインMCに昇格している）
- ダンプ松本
- 大森ゆかり（ダンプ松本と「虹色豚豚」というコンビを結成していたことから、番組中期以降、レギュラー出演）
- 高橋リナ（当時「RINA」名義）
- 長田美穂
- 春一番（番組内では「ウォッチ君」を名乗っていた）
- ドジ井坂
- 税所和尚

ほか

### FNS 正月だよ!オールハワイナイトフジ2015 ハワイにいる芸能人大集合!お年玉つき生放送SP
- 『新春かくし芸大会』の後継番組として、2015年1月1日の18:00 - 21:00に放送。年越し間近のハワイ州と日本との2元生中継。それまでの『かくし芸』後継番組は、『ペケ×ポン』（2011年・2012年）・『ほこ×たて』（2013年）・『ホンマでっか!?TV』（2014年）と、全て通常番組拡大版だったため、初めて非通常番組が編成された。しかし、視聴率は4.4％で同時間帯の在京キー局番組で最下位だった[11]。

#### 出演者

##### メイン司会
- とんねるず
  - 石橋貴明
  - 木梨憲武
- さまぁ〜ず
  - 三村マサカズ
  - 大竹一樹
- おぎやはぎ
  - 小木博明
  - 矢作兼

##### ゲスト
- ハライチ
  - 岩井勇気
  - 澤部佑
- 小峠英二（バイきんぐ）
- 佐野瑞樹（フジテレビアナウンサー）
- 伊藤利尋（同上）
- 山崎弘也（アンタッチャブル）
- 錦野旦
- カンニング竹山

##### VTRゲスト
- 田中将大（所属当時ニューヨーク・ヤンキース）
- 長谷川潤
- 篠原信一
- ももいろクローバーZ
  - 百田夏菜子
  - 玉井詩織
  - 佐々木彩夏
  - 有安杏果（当時）
  - 高城れに
- 福士蒼汰
- 錦織圭
- AKB48グループ
  - 渡辺麻友（当時AKB48）
  - 高橋みなみ（当時AKB48）
  - 松井珠理奈（当時SKE48/AKB48兼任）
  - 山本彩（当時NMB48/AKB48兼任）
  - 指原莉乃（当時HKT48）
- サンドウィッチマン
  - 伊達みきお
  - 富澤たけし
- ビートたけし
- キャメロン・ディアス
- 長嶋一茂
- ヒロミ

#### 関連番組
- とんねるずのみなさんのおかげでした
- とんねるず×さまぁ〜ずの一文無しジャーニー2×2

| フジテレビ系 元日18:00 - 21:00枠 | フジテレビ系 元日18:00 - 21:00枠                                                                 | フジテレビ系 元日18:00 - 21:00枠                                             |
| 前番組 | 番組名                                                                                           | 次番組                                                                       |
| --- | ------------------------------------------------------------------------------------------------ | ---------------------------------------------------------------------------- |
| 芸能界が認めた100人 ※17:40 - 19:00 （2014年）ホンマでっか!?TV 新春4時間超え 冬の新番組豪華出演者 大襲来SP ※19:00 - 23:10 （2014年） | FNS 正月だよ! オールハワイナイトフジ2015 ハワイにいる芸能人大集合! お年玉つき生放送SP （2015年） | 超豪華!! 歌うま正月SP 十八番で勝負!! 新春!オールスター 対抗歌合戦 （2016年） |

### オールナイト声優フジ
2021年1月からフジテレビTWOで放送されている派生番組。タイトルにもあるように、出演者が全員男性声優であることが特徴である。
2024年1月の放送はFODで行われた。

### 出演者

#### 司会
- 森久保祥太郎

#### 声優オールナイターズ
第1夜
- 阿座上洋平
- 伊東健人
- 岩崎諒太
- 菊池勇成
- 小林大紀
- 子安光樹
- 榊原優希
- 汐谷文康
- 高塚智人
- 仲村宗悟
- 新田杏樹
- 野津山幸宏
- 濱健人
- 葉山翔太
- 坂泰斗
- 帆世雄一
- 増元拓也
- 山口智広
- 山谷祥生
- ランズベリー・アーサー
- 渡辺紘

第2夜
- 阿座上洋平
- 岩崎諒太
- 浦和希
- 狩野翔
- 小林大紀
- 酒井広大
- 榊原優希
- 佐藤元
- 汐谷文康
- 白井悠介
- 高塚智人
- 竹内栄治
- 立花慎之介
- 中澤まさとも
- 野津山幸宏
- 濱野大輝
- 葉山翔太
- 帆世雄一
- 山口智広
- 山谷祥生
- ランズベリー・アーサー

第3夜
- 五十嵐雅
- 岩崎諒太
- 浦尾岳大
- 浦和希
- 大野智敬
- 狩野翔
- 木島隆一
- 児玉卓也
- 小林大紀
- 汐谷文康
- 新祐樹
- 鈴木裕斗
- 中澤まさとも
- 永塚拓馬
- 林勇
- 葉山翔太
- 坂泰斗
- 広瀬裕也
- 帆世雄一
- 室元気
- 山本和臣

第4夜
- 五十嵐雅
- 岩崎諒太
- 浦和希
- 小笠原仁
- 川島零士
- 高坂知也
- 笹翼
- 鈴木裕斗
- 鈴木崚汰
- 多田啓太
- 仲村宗悟
- 永塚拓馬[注 39]
- 野津山幸宏
- 濱健人
- 葉山翔太
- 広瀬裕也
- 保住有哉
- 帆世雄一
- 安田陸矢
- 山口智広
- 山谷祥生

第5夜
- 秋谷啓斗
- 阿部大樹
- 五十嵐雅
- 石井孝英
- 岩崎諒太
- 狩野翔
- 小林大紀
- 笹翼
- 佐藤元
- 住谷哲栄
- 堂島颯人
- 中澤まさとも
- 永塚拓馬
- 野津山幸宏
- 林勇
- 葉山翔太
- 広瀬裕也
- 帆世雄一
- 宮﨑雅也
- 森嶋秀太
- 森永彩斗

第6夜
- 五十嵐雅
- 伊藤昌弘
- 今井文也
- 岩崎諒太
- 梅田修一朗
- 浦和希
- 小林大紀
- 鈴木裕斗
- 戸谷菊之介
- 濱健人
- 葉山翔太
- 広瀬裕也
- 保住有哉
- 帆世雄一
- 峯田大夢
- 森嶋秀太

第7夜
- 五十嵐雅
- 伊東健人
- 入江玲於奈
- 岩崎諒太
- 小林大紀
- 榊原優希
- 下野紘
- 土屋神葉
- 堂島颯人
- 戸谷菊之介
- バレッタ裕
- 広瀬裕也
- 福西勝也
- 福原かつみ
- 峯田大夢
- 宮﨑雅也
- 森永彩斗

#### ゲスト
第6夜
- 黒田崇矢
- 平川大輔
- KENN
- 世界（EXILE／FANTASTICS from EXILE TRIBE）

#### VTRゲスト
第7夜
- 寺島拓篤
- 帆世雄一

## パロディ
オールナイトフジが注目を集めていた時代には、同じフジテレビのバラエティ番組でパロディ化されたことが数回あった。主なところを下記に記す。
- 「オールナイトひょうきん」- オレたちひょうきん族で放送されたパロディーコント。1984年4月21日初登場。
- 「オールナイト不死」-  ドリフ大爆笑'84（1984年9月24日、火曜ワイドスペシャル）で放送されたコント。こちらは当時のオールナイトフジのセットをそのまま使用して収録された。なお、当時のディレクターであった港浩一もディレクター役で出演していた。